# Pegada hídrica
Pegada hídrica é um conceito criado pelo professor Arjen Y. Hoekstra da UNESCO-IHE em 2002, que diz a respeito da quantidade de água potável suficiente para produzir um alimento ou mercadoria. Produtos comuns utilizados pela população em geral gastam cifras de água consideráveis: para a produção de 1 kg de carne bovina são gastos em média 15500 litros de água; para uma camisa de algodão são gastos 2700 litros, para 1 kg de soja 1800 litros e para 1 kg de arroz são gastos 2500 litros.

#### Water positive
A iniciativa Water Positive pode ser definida como o conceito em que uma entidade, como uma empresa, uma comunidade ou um indivíduo, vai além da simples conservação da água e contribui ativamente para a gestão sustentável e a recuperação dos recursos hídricos. Um empreendimento comercial ou residencial é considerado positivo em termos de água quando gera mais água do que consome. Isto envolve a implementação de práticas e tecnologias que reduzem o consumo de água, melhoram a qualidade da água e aumentam a disponibilidade de água. O objetivo de ser positivo em termos de água é deixar um impacto positivo no ecossistema hídrico e garantir que é conservada e restaurada mais água do que aquela que é utilizada ou esgotada.

## Tipos
- Verde - associada a água da chuva[6]
- Azul - associada a água superficial ou subterrânea[6]
- Cinza - associada a água poluída[6]